# フェルディナンド3世 (トスカーナ大公)
フェルディナンド3世（イタリア語: Ferdinando III di Asburgo-LorenaまたはFerdinando III di Toscana, 1769年5月6日 - 1824年6月18日）は、トスカーナ大公（在位：1790年 - 1801年、1814年 - 1824年）。ピエトロ・レオポルド大公の次男で、母はスペイン国王カルロス3世の娘マリア・ルドヴィカ。

## 生涯
1790年、父が神聖ローマ皇帝レオポルト2世として帝位につく際、長男フランチェスコを帝位継承者とし、次男フェルディナンドに大公位を継がせた。レオポルトは2年後の1792年に死去し、フランチェスコはフランツ2世として帝位を継承したが、最後の神聖ローマ皇帝となった（代わってオーストリア皇帝フランツ1世を称した）。
フェルディナンド3世は人民に愛されながら、父が残した数々の改革を見直した。フェルディナンドの治世は1799年にナポレオン軍の侵入で中断した。その後、フェルディナンドは1801年のアランフエス条約で退位を余儀なくされるが、1803年に補償としてザルツブルク選帝侯領を獲得した。そして、ザルツブルクも1805年12月25日のプレスブルクの和約でオーストリア帝国に割譲されると、補償としてヴュルツブルク大公国を獲得した。1814年のウィーン条約によりフェルディナンドはヴュルツブルクを放棄する代わりにトスカーナ大公に復位、以後は1824年に死去するまで在位した。その治世下では、マレンマ地方とキアーナ渓谷の干拓、水道の敷設、トスカーナと国境を接する地方を結ぶ道路の開設のような多くの公共事業が停止された。

## 家族
1790年、両シチリア国王フェルディナンド1世の娘で、父方でも母方でも従妹に当たるルイーザ・マリアと結婚し、後継者レオポルド2世をはじめ3男3女をもうけた。
- カロリーナ・フェルディナンダ（1793年 - 1802年）
- フランチェスコ・レオポルド（イタリア語版）（1794年 - 1800年）
- レオポルド2世（1797年 - 1870年） - トスカーナ大公
- ルイーザ・マリア（1798年 - 1856年）
- マリア・テレーザ（1801年 - 1855年） - サルデーニャ国王カルロ・アルベルトと結婚
- 死産（1802年）

ルイーザ・マリアは1802年に死産するとともに死去した。フェルディナンドは1821年にマリア・フェルディナンダ・ディ・サッソニアと再婚したが、2人の間に子供はなかった。

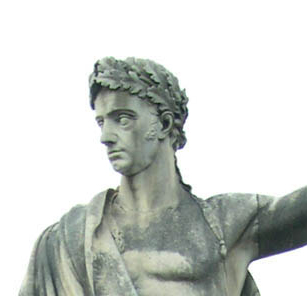
フェルディナンド3世の銅像